# Giuseppe Barbolini
Giuseppe Barbolini (Sassuolo, 17 gennaio 1914 – Modena, 13 gennaio 1968) è stato un partigiano italiano.

## Biografia
Fece il servizio militare in qualità di soldato semplice presso il 4º Reggimento del Genio impegnato sul fronte occidentale, tornato dalla Francia in concomitanza con l'armistizio essendo iscritto al Partito Comunista Italiano fu da quest'ultimo incaricato di strutturare formazioni partigiane sull'Appennino tosco emiliano.
Barbolini organizzando le prime bande partigiane creò il presupposto di quella struttura militarmente organizzata che prese il nome di Divisione "Ciro Menotti". Barbolini assunse il nome di battaglia di  "Peppino" e fu posto al comando della "Ciro Menotti". Barbolini ed i miliziani della "Ciro Menotti" furono protagonisti di rilevanti imprese ai danni dei nazifascisti. Nel marzo del 1944, durante uno di questi scontri, fu gravemente ferito presso Cerré Sologno, Reggio Emilia. Prese il comando della battaglia sua sorella Norma Barbolini che la portò a termine con successo.
Giuseppe fu soccorso e portato nella canonica di don Vasco Casotti, a Febbio dove fu curato, per cui successivamente poté riprendere il comando della "Ciro Menotti". Fu fra i protagonisti della strutturazione della "Repubblica di Montefiorino" e della successiva difesa dagli attacchi dei nazifascisti.Gli statunitensi lo decorarono con la  "Bronze Star" e fu nominato tenente colonnello dell'esercito italiano.

## Onorificenze

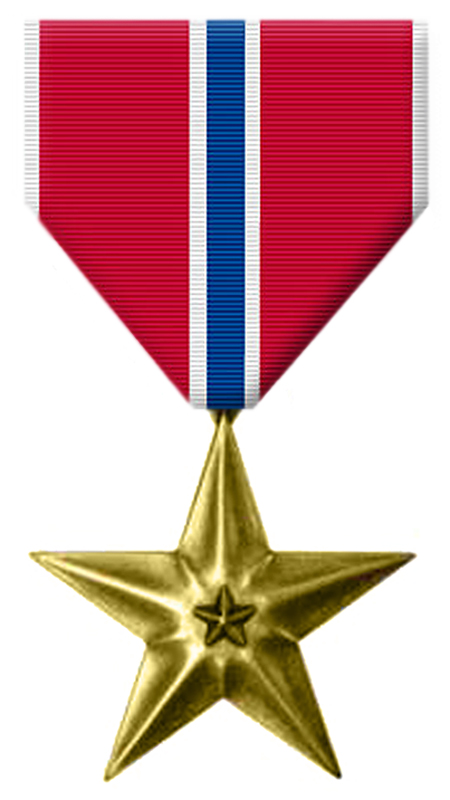
Medaglia Bronze Star Medal

Medaglia d'oro al valor militare
motivazione Medaglia d'oro al valor militare